# Marsac-sur-Don
Marsac-sur-Don – miejscowość i gmina we Francji, w regionie Kraj Loary, w departamencie Loara Atlantycka.
Według danych na rok 2010 gminę zamieszkiwało 1447 osób, a gęstość zaludnienia wynosiła 52 osoby/km².